# Collegio Calasanzio

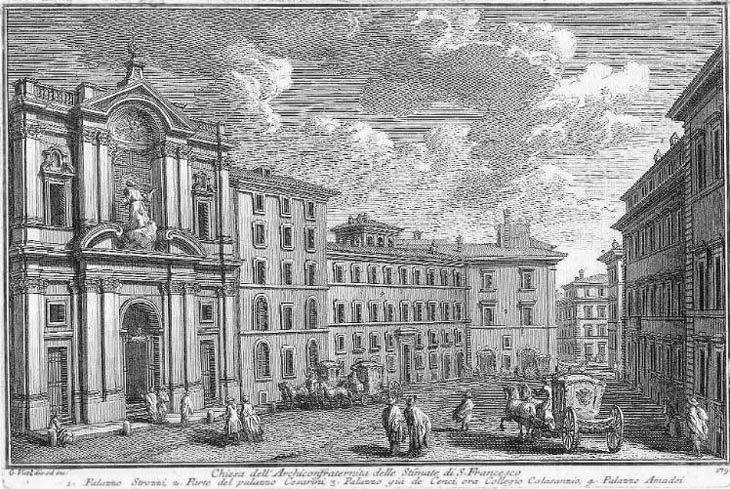
Vista do Largo delle Stimmatte numa gravura de Giuseppe Vasi (1759). O Collegio é o edifício no fundo à esquerda. O palácio vizinho, Palazzo Amadei, foi demolido para a abertura do Corso Vittorio Emanuele II no final do século XIX.

Collegio Calasanzio ou Collegio Calasanziano é um palácio rococó localizado no número 14 da Via dell'Arco dei Ginnasi, no rione Pigna de Roma, com fachadas também no Corso Vittorio Emanuele II e no Largo Ginnasi. Era conhecido também como Scuola Pie.

## História
Este palácio foi construído em 1746 por Tommaso De Marchis numa área onde antes ficava um palacete de propriedade dos Cenci e outras residências, todos demolidos. O colégio era gerido pela ordem dos Clérigos Regulares Pobres da Mãe de Deus das Escolas Pias, mais conhecidos como "escolápios", um instituto fundado por São José de Calasanz em 1597, mas reconhecido pela Igreja Católica apenas em 1622 com o escopo bem determinado de educar e formar os jovens cristãos. O colégio se transferiu para o palácio vindo de sua sede original, que ficava na Piazza di San Pantaleo e ali ficou até 1800, quando se mudou para um palácio-convento na Piazza dei Massimi.
O palácio do colégio antigamente ocupava uma maior do que a moderna pois no começo do século XIX uma porção foi vendida aos Nobili Vitelleschi que, depois de a demolirem, construíram no local o belo Palazzo Nobili Vitelleschi.A fachada principal está de frente para a Via dell'Arco dei Ginnasi e se abre num grande portal, hoje uma loja, com a inscrição "COLLEGIUM SCHOLARUM PIAR(UM)". Dos lados estão duas portas comerciais em arco rebaixado e quatro janelas gradeadas de cada lado. Para o alto, a fachada se apresenta em quatro pisos com onde janelas cada um. A fachada no Largo Ginnasi tem seis janelas por piso e, no Corso Vittorio Emanuele II, apenas três. Coroa o edifício um poderoso beiral e, nas esquinas, estão lesenas apoiadas numa cornija marcapiano que separa o térreo dos demais pisos e com capiteis compósitos. A elegante Madona afixada na fachada perto da esquina com o Corso é uma cópia da Madonna della Seggiola, de Rafael.